# Mörschieder Burr
Das Naturschutzgebiet Mörschieder Borr (Burr) liegt innerhalb der Gemarkung der Gemeinde Mörschied (Verbandsgemeinde Herrstein) im rheinland-pfälzischen Landkreis Birkenfeld. Es wurde 1940 ausgewiesen und hat eine Größe von etwa 19,7 Hektar. Die NSG-Kennung lautet 7134-076. Seit der Einrichtung des Nationalparks Hunsrück-Hochwald 2015 liegt das Naturschutzgebiet in der Naturzone 1b (Entwicklungszone) im nordöstlichen Zipfel des Nationalparks.

## Lage
Das Naturschutzgebiet befindet sich im südlichen Idarwald, einer zentral gelegenen Teilregion des Hunsrücks. Es liegt südwestlich des Mörschieder Ortskerns im Dreieck der Ortsgemeinden Mörschied, Kempfeld und Herborn. Das Gebiet besitzt eine Länge von 1,12 km und eine maximale Breite von etwa 270 m. Höchste Erhebung ist der aus Taunusquarzit bestehende 646 m hohe Mörschieder Burr im Staatsforst Mörschieder Wald knapp 2 km nordöstlich des Wildenburger Kopfes (mit der Ruine Wildenburg und dem Naturschutzgebiet Wildenburg).

## Beschreibung
Das Gebiet ist überwiegend bewaldet, umfasst jedoch auch weitgehend vegetationsfreie Schutthalden (Quarzit-Felsen) am Südosthang des Bergs. Gekennzeichnete Wanderwege verlaufen entlang des NSG und der Saar-Hunsrück-Steig führt zum Gipfel des Mörschieder Burr.